# Народна библиотека „Филип Вишњић” у Бијељини
Јавна установа Народна библиотека „Филип Вишњић” од свог оснивања 1932. године па до данас представља најзначајнијег носиоца културних активности на подручју Семберије. Библиотека представља матичну библиотеку регије и надлежна је за рад школских, факултетских и народних библиотека на подручју ове регије. Библиотека се налази на Тргу краља Петра првог Карађорђевића бр. 5, на територији града Бијељина.
Законом је дефинисана као матична библиотека за подручје општина: Бијељина, Угљевик, Лопаре, Пелагићево, Доњи Жабар и Осмаци, а у свом саставу има: две народне библиотеке, 25 школских, 2 факултетске и 2 универзитетске.

## Историјат
У правилима Друштва за народно просвећивање и чување народног здравља које је основано по завршетку Првог свјетског рата 1919. године и које је претходило оснивању библиотеке, истакнуто је да је „задатак Друштва просвјећивање града и села у најбољем смислу и рад на побољшању народног здравља подизањем материјалне, хигијенске културе и хигијенског просвјећивања”.
Полазећи од становишта да је књига неопходан и незамјењив фактор у културном уздизању, Друштво је одлучило да своју многострану дјелатност обогати новим видовима садржаја и на тај начин попуни осјетну празнину у непостојању јавне библиотеке те оснива Централну књижницу са мрежом сеоских књижница.
Године 1932. Библиотеку су основали ентузијасти различитих занимања: доктор медицине Војислав Кецмановић, доктор ветерине Јоаким Перендија, професор Никола Мачкић и студент Михајло Богдановић.
Доктор Кецмановић је истакао да је рад Друштва отпочео много прије оснивања 1928. и убрзо био усмјерен на оснивање књижничке мреже у Бијељинском срезу. Израђен је Правилник Друштва и утврђена главна начела рада, а затим се приступило прикупљању књига. Један дио књига купило је Друштво из својих средстава, а други део је добијен на поклон.
Предсједник је истакао предан рад књижничара Мачкића, који је цијелу годину већином сам радио на организацији Књижнице и тиме највише допринео да је ова установа тако брзо могла почети с радом.
Културно-просветни рад новоосноване библиотеке био је веома разгранат. Он се огледао у обиљежавању значајних годишњица, организовању културних вечери, приказивању поучних филмова, одржавању аналфабетских течајева и предавања као и других видова дјелатности.
Од 1952. године Библиотека добија име Градска народна библиотека „Филип Вишњић”.
Историјат назива Библиотеке:
- Књижница Друштва за народно просвјећивање и чување народног здравља од 1932. до 1934.
- Од 1934. Просвјетно друштво „Филип Вишњић”
- Од 1952. Градска Народна библиотека „Филип Вишњић”
- Од 1958. Народна библиотека „Филип Вишњић” Бијељина
- Од 2015. Ј.У. Народна библиотека "Филип Вишњић" Бијељина

Име Филип Вишњић добила је по пјеснику и гуслару Филипу Вишњићу , хроничару Карађорђеве буне чији животни пут креће из родне Трнове преко Међаша у Семберији до смрти у Грку (Срем) по њему названом Вишњићево.
О историјату Библиотеке објављења је 1986. године Монографија у којој је садржан период рада од 1932. Године 1986. поводом 70-годишњице Библиотеке 2002. године, објављена је Електронска монографија која садржи сљедеће:
- 70 година рада Народне библиотеке «Филип Вишњић» Бијељина,
- Разгледница Бијељине,
- Живот и дело Филипа Вишњића.[1]

## Организација
Основне организационе јединице Библиотеке су:
1. Служба општих послова
2. Служба за обраду библиотечке грађе и библиографских истраживања
3. Одељење завичајног фонда, старе и ретке књиге
4. Одељење матичних и развојних послова
5. Информативно-позајмна служба
  - одјељење за одрасле читаоце
  - одјељење за читаоце до 14 година
  - читаоница за периодику
  - општа читаоница
  - студентска читаоница
  - АБИКЧ — Аудио Брај интернет клуб читаоница
  - велика сала за манифестациону дјелатност
  - амерички кутак

## Библиотека данас
Савремене информационе технологије омогућиле су библиотеци електронско пословање те могућност бржег приступа информацијама и већу проходност у комуникацији са корисницима и другим библиотекама. Програмима образовног, умјетничког и информативног садржаја, библиотека постиже велики успјех у приближавању књиге читаоцима, откривању и неговању младих талената, укупном доприносу и афирмацији библиотечке дјелатности те подизању културног нивоа у својој средини. Обимом и квалитетом културног дјеловања, библиотека је заузела запажено мјесто међу институцијама које се баве истом или сличном дјелатношћу.
Препознатљивост у културном дјеловању Библиотеке огледала се последњих година у великом броју књижевних сусрета и осмишљеном програму тих сусрета који су бијељинској и семберској читалачкој и интелектуалној публици пружили прилику да се информише о најзначајнијој издавачкој продукцији, да чује живу реч најзначајнијих књижевних стваралаца, историчара, филозофа и књижевних критичара. Успела је да створи велики круг пријатеља, поштовалаца и корисника.
Брига о читаоцима свих узраста са различитим потребама и интересовањима а нарочито брига о најмлађим читаоцима у виду књижевних, језичких и других радионица, приближила је библиотеку корисницима свих узраста, тако да је поред испуњавања основних функција дјелатности Библиотека успоставила много ширу и садржајнију дјелатност.
Укупан књижни фонд Библиотеке износи око 110.000 књига, у оквиру кога се налази стручна књига, белетристика, стара и ријетка књига, завичајна збирка, књиге на страним језицима и периодична издања.
Књижни фонд библиотеке обрађен је у електронском каталогу WINISIS и COBISS. Електронска обрада књижне грађе као и Електронска позајмица на одјељењу за дјецу у COBISS online каталогу је завршена 2019. године, а обрада и позајмица на одјељењу за одрасле читаоце ће бити завршена у 2020. години.
2019. годину Библиотека је завршила са око 10.000 корисника, као и броју посјета око 200.000 што је рекорд у Републици Српској.
У Библиотеци је запослено 20. радника, од којих су 8 библиотекара и 7 књижничара као стручни радници који у свом раду прате достигнућа савременог библиотекарства његујући професионалан и љубазан однос према корисницима.
У оквиру културно-просвјетне активности библиотека организује књижевне вечери, промоције књига, програме за дјецу, изложбе и друге културне манифестације. Библиотека се повремено бави издавачком дјелатношћу са посебним акцентом на публикације којима се утемељује завичајна функција библиотеке.
У Читаоници периодике корисници Библиотеке свакодневно могу читати дневну штампу, 4 дневна листа из Републике Српске, ФБиХ и Србије. На располагању им је 15 мјеста.
Осим тога у овој читаоници постоји и 3 услужна рачунара са интернет конекцијом, које могу користити чланови Библиотеке.
АБИКЧ - Ауди брај интернет клуб читаоница је читаоница намијењена слијепим и слабовидим лицима. Корисници могу да користе рачунар са говорним софтвером, аудио књигама, брајевим књигама, плекстоку, електронској лупи као и потпуну подршку нашег стручног лица у сналажењу као и набавци потребне библиотечке грађе.
Општа читаоница располаже са 50 места за све кориснике библиотеке (грађане, студенте, ђаке). Приступ овом фонду је затворен - књиге се могу користити само у библиотеци. Ту су смјештене , енциклопедије из разних тематских области и опште енциклопедије, лексикони, рјечници, приручници, сабрана дјела, посебна издања и едиције, историје књижевности, историје умјетности, критике, луксузне биографије, библиографије, репродукције, монографије, фонд обавезног примјерка, лектира за средњу школу и друга вриједна издања. Корисницима се пружају најразличитије услуге – читања, учења, преписивања, копирања књижног материјала те помоћи у изради семинарских, матурских, дипломских и других радова. Цјелокупан фонд овог одјељења је претражив преко електронског каталога, у који је унесен цјелокупан фонд библиотеке.
Амерички кутак у Народној библиотеци „Филип Вишњић“ је ново културно средиште у Бијељини у којем грађани Бијељине могу да присуствују организованим бесплатним едукативним и забавним садржајима.
„Амерички кутак“ је опремљен савременом технолошком опремом, међу којом су 3D штампачи, лаптоп и ајпед рачунари, дизајнерски софтвери, дронови, роботички сетови, књиге, филмови и едукативне игрице.
У оквиру дјеловања Библиотека организује Лутвид фест, први фестивал овакве врсте на овом подручју.
Поред тога, Библиотека се такође базира и на раду који се огледа кроз организацију разних видова културних дешавања. У та дешавања убрајамо књижевне вечери, креативне радионице за дјецу, друге активности које су везане за друге врсте умјетности.

## Дигитална библиотека "Филип Вишњић" Бијељина
У Народној библиотеци ’’Филип Вишњић’’ Бијељина, од јануара 2010. године се спроводи пројекат ’’Дигитализација завичајног фонда, старе и ријетке књиге’’. До сада је дигитализовано 150 књига, 17 плаката и 110 разгледница.
Индексна, почетна страна доноси главни мени. Дигитална библиотека представља колекцију дигитализованих докумената из фондова Народне библиотеке ’’Филип Вишњић’’, који својим садржајем, формом чине дио културне баштине Бијељине. Осмишљена је као континуирани и динамички пројекат стварања велике збирке дигитализованих књига, плаката, разгледница и фотографија, прије свега Завичајног одјељења, чиме би се на најбољи начин представило културно завјештање ове регије.
Дигитализовани су прије свега посебни фондови који се у библиотеци чувају издвојено због специфичности грађе у њему, стара и ријетка књига; због значаја грађе, завичајни фонд.
Избор грађе за дигитализацију је вођен параметрима ; потребе средине; значаја грађе у синхроној и дијахроној културној перспективи; техничких карактеристика библиотечких јединица; степена оптерећености ауторским прави-ма. Према домаћим законима, имовинско ауторско право над неким дјелом траје за живота и 70 година по смрти аутор.
Поред повећане онлајн доступности грађе на Интернету и доступности ван мреже развој програма дигитализације омогућиће прилику библиотекама и другим установама, које се сматрају ’’чуварима памћења’’ да привуку нове категорије грађана, који нису раније користили њихове услуге.
Линк за дигиталну библиотеку: Дигитална библиотека Народне библиотеке „Филип Вишњић” Бијељина